# Station Fort 5
Station Fort 5 is een voormalige spoorweghalte op de spoorlijn 27A op de grens van de stad Mortsel en het district Wilrijk ter hoogte van Fort 5 in de gemeente Edegem.
Fort 3 · Fort 4 · Fort 5 · Krijgsbaan · Luithagen · Mortsel · Mortsel-Deurnesteenweg · Mortsel-Liersesteenweg · Mortsel-Oude-God
0,0: Hoboken-Kapelstraat ·
1,2: Fort 8 ·
3,0: Fort 7 ·
4,1: Wilrijk ·
4,8: Fort 6 ·
6,0: Molenveld ·
7,1: Fort 5 ·
8,5: Luithaegen ·
Fort 4 ·
13,5: Antwerpen-Berchem ·
14,7: Antwerpen-Oost ·
18,2: Antwerpen-Dam ·
20,9: Antwerpen-Luchtbal ·
21,7: Antwerpen-Noorderdokken ·
Ekeren-Brug ·
Leugenberg